# Lythrum vulneraria
Lythrum vulneraria là một loài thực vật có hoa trong họ Lythraceae. Loài này được Aiton ex Schrank mô tả khoa học đầu tiên năm 1819.